# 서남동
서남동(徐南同, 1918년 7월 5일 ~ 1984년 7월 19일)은 한국기독교장로회 목사이자, 민중신학 선구자중 하나로 알려져 있다. 본관은 이천 서씨. 호는 죽재(竹齋)이다.

## 생애

### 일본유학
서남동은 전라남도 신안군 자은면 유천리의 개신교 집안에서 출생했다. 그의 부모는 전라남도 목포시에서 활동하던 미국 남장로교회 선교사들의 전도로 기독교를 접했는데, 서남동도 부모의 영향으로 기독교인이 되었다. 기독교 계열 학교인 목포영흥학교와 전주신흥학교에서 공부했으며, 1936년 일본 도시샤대학 신학부에 진학했다. 외국어 공부과정인 예과 2년과 4년제 본과에서 공부하던 신학생 시절 서남동은 재일 한국인들의 비참한 삶을 보면서 민중에 관심을 갖게 되었다. 당시 재일 한국인들은 일본제국의 식민지 수탈을 피해 일본에 온 사람들이었는데, 일본 사람이 경영하는 공장이나 논밭에서 일하면서 겨우 먹고 사는 처지였다. 이를 보면서 서남동은 자연히 민중들과 함께 살았던 갈릴래아의 예수를 발견하게 된다. 교회사학자 김수진에 의하면 서남동은 목포에서 목회하던 박연세 목사에게도 영향을 받았다고 한다. 박연세 목사가 일본제국의 천황 신격화에 반대하여 재판정에 서서도, 그리스도를 왕으로 믿는 기독교 신앙에 따라  그리스도가 일본 천황보다 높다고 주장하는 의연함을 보면서 감동을 받았다는 것이다. 그래서 박목사가 순교하자 시신을 수습하고 가족들에게 연락했다고 한다.

### 신학자가 되다.
1953년 한국신학대학(현 한신대학교)의 초빙으로 신학 교수가 되었으며, 캐나다의 진보적 개신교 교회인 캐나다 연합교회의 지원을 받아 토론토 대학교의 엠마누엘 칼리지 대학원에서 석사과정을 공부했다. 귀국후 연세대학교 신과대학 교수로 일하면서 세계신학을 한국교회에 알리는 '세계신학의 안테나'역할을 했으며, 역사의 주체인 민중의 편에서 박정희 군사독재정권의 유신독재에 저항했다. 그래서 박정희 군부정권의 탄압으로 해직당하기도 했다.

### 별세
1984년 해외순회강연을 다녀온뒤 입원한 세브란스 병원에서 별세하였으며, 파주시에 안장되었다. 2007년 5월 21일 죽재 서남동의 제자들에 의해 '죽재 서남동 목사 기념사업회'가 발족되었다.

### 저서
저서로는 《전환시대의 신학》, 《민중신학의 탐구》,《일하는 사람들의 성서》(공저)가 있다.

## 참고 자료
- 《김수진 목사의 일본개신교회사》-제7부 교토와 한국인 유학생/김수진 지음/홍성사 p.229-231
- 죽재 서남동 목사 기념사업회 창립예배자료

## 같이 보기
- 한국의 신학자 목록